# Manchester (Maine)
Manchester – miasto w Stanach Zjednoczonych, w stanie Maine, w hrabstwie Kennebec.